# 栗山礼行
栗山 礼行（くりやま れいこう、1907年（明治40年）3月10日 - 1994年（平成6年）1月22日）は、昭和期の労働運動家、実業家、政治家。衆議院議員。

## 経歴
大阪府出身。大阪実践商業学校で学んだ。
陸軍に徴兵され、除隊された際には兵長であった。日本大衆党などに入党し、大阪一般労働組合主事、同争議部長などを務めた。また、栗山電機工業、船場自動車事業を設立して社長に就任した。
戦後、日本社会党に入党し、同党大阪府連合会執行委員、同府連総務局長を務めた。民主社会党（民社党）の創立に加わり、同党大阪府連合会書記長、同委員長を歴任。
1960年（昭和35年）11月の第29回衆議院議員総選挙に大阪府第4区から民社党公認で出馬したが次点で落選。1963年（昭和38年）11月の第30回総選挙で初当選した。第31回総選挙は次点で落選したが、1969年（昭和44年）12月の第32回総選挙で再選され、衆議院議員に通算2期在任した。この間、民社党中央執行委員、同青年対策委員長、同国民運動対策委員長、万国博覧会対策特別委員会事務局長、同同和対策特別副委員長、同党府連顧問、民中連常任理事などを務めた。その後、第33回総選挙に立候補したが落選した。